# Kenbak-1
O Kenbak-1 é considerado pelo Computer History Museum como o primeiro computador pessoal do mundo (todavia, o Datapoint 2200 pode ter sido inventado antes, vendido antes, ou ambos; as datas exatas são motivo de controvérsia). Há pouca informação a respeito do Kenbak-1, visto que apenas cerca de 40 máquinas foram montadas e vendidas. O projeto e o design foram obra de John Blankenbaker da Kenbak Corporation em 1970, e a primeira venda ocorreu no início de 1971. Na época, o sistema custava US$ 750. Em 1973, a Kenbak Corporation fechou as portas e a produção do Kenbak-1 foi interrompida.

## Características
Visto que o Kenbak-1 foi inventado antes do primeiro microprocessador, não possuía a CPU num único chip, mas era baseada em vários CIs distintos de lógica TTL. Máquina de 8 bits, apresentava 256 bytes de memória RAM (≈1/4000 megabyte). O ciclo de instrução de máquina era de 1 microssegundo (equivalente a uma freqüência de clock de 1 Mhz).
A programação do Kenbak-1 era feita diretamente em código de máquina, ajustando-se vários botões e chaves. Para manter o custo o mais baixo possível, a saída consistia numa série de oito lâmpadas que piscavam no painel frontal. Havia uma ranhura na parte superior à direita do painel, projetada para abrigar um leitor de cartões, mas isso nunca chegou a ser desenvolvido.